# Harmerz
Harmerz ist ein Stadtteil der osthessischen Stadt Fulda. Der Stadtteil liegt südwestlich der Kernstadt im Tal der Giesel im Vorland des Vogelsberges. Die höchste Erhebung in der Gemarkung ist der 345 m hohe Sauerberg.

## Geschichte

### Übersicht
Im Jahre 1160 wurde der Ort erstmals urkundlich erwähnt, obwohl er schon sehr früh besiedelt wurde. Darauf lassen mehrere Hügelgräber schließen, die in der Gemarkung gefunden wurden.
Der Ortsname lautete 1441 „Harmudes“, 1510 „Harmys“, 1556 „Harmes“, 1589 „Harmets“, 1605 „Harmeß“, 1708 „Harmes“ und 1797 „Harmut“. Ab 1811 lautet er „Harmerz“.
Nonnenrod ist ein Einzelhof und bereits 1650 genanntes ehemaliges Vorwerk des Benediktinerklosters Johannesberg in der Gemarkung von Hamerz.

### Gebietsreform in Hessen
Im Rahmen der Gebietsreform in Hessen wurde die Gemeinde Harmerz zugleich mit anderen Stadtrandgemeinden am 1. August 1972 kraft Landesgesetz in die kreisfreie Stadt Fulda eingegliedert, kam zusammen mit dieser aber am 1. Juli 1974 wieder zurück zum Landkreis Fulda.

### Einwohnerentwicklung
| • 1812: | 44 Feuerstellen, 270 Seelen |

| Harmerz: Einwohnerzahlen von 1812 bis 2017 | Harmerz: Einwohnerzahlen von 1812 bis 2017 | Harmerz: Einwohnerzahlen von 1812 bis 2017 | Harmerz: Einwohnerzahlen von 1812 bis 2017 | Harmerz: Einwohnerzahlen von 1812 bis 2017 |
| --- | ------------------------------------------ | ------------------------------------------ | ------------------------------------------ | ------------------------------------------ |
| Jahr |                                            |                                            |                                            | Einwohner                                  |
| 1812 | 1812                                       |                                            | 270                                        | 270                                        |
| 1834 | 1834                                       |                                            | 361                                        | 361                                        |
| 1840 | 1840                                       |                                            | 363                                        | 363                                        |
| 1846 | 1846                                       |                                            | 373                                        | 373                                        |
| 1852 | 1852                                       |                                            | 400                                        | 400                                        |
| 1858 | 1858                                       |                                            | 358                                        | 358                                        |
| 1864 | 1864                                       |                                            | 343                                        | 343                                        |
| 1871 | 1871                                       |                                            | 364                                        | 364                                        |
| 1875 | 1875                                       |                                            | 343                                        | 343                                        |
| 1885 | 1885                                       |                                            | 366                                        | 366                                        |
| 1895 | 1895                                       |                                            | 392                                        | 392                                        |
| 1905 | 1905                                       |                                            | 408                                        | 408                                        |
| 1910 | 1910                                       |                                            | 425                                        | 425                                        |
| 1925 | 1925                                       |                                            | 463                                        | 463                                        |
| 1939 | 1939                                       |                                            | 527                                        | 527                                        |
| 1946 | 1946                                       |                                            | 622                                        | 622                                        |
| 1950 | 1950                                       |                                            | 657                                        | 657                                        |
| 1956 | 1956                                       |                                            | 657                                        | 657                                        |
| 1961 | 1961                                       |                                            | 830                                        | 830                                        |
| 1967 | 1967                                       |                                            | 863                                        | 863                                        |
| 1970 | 1970                                       |                                            | 871                                        | 871                                        |
| 1988 | 1988                                       |                                            | 955                                        | 955                                        |
| 2010 | 2010                                       |                                            | 1.043                                      | 1.043                                      |
| 2013 | 2013                                       |                                            | 1.021                                      | 1.021                                      |
| 2015 | 2015                                       |                                            | 1.081                                      | 1.081                                      |
| 2016 | 2016                                       |                                            | 1.012                                      | 1.012                                      |
| 2017 | 2017                                       |                                            | 1.001                                      | 1.001                                      |
| Datenquelle: Historisches Gemeindeverzeichnis für Hessen: Die Bevölkerung der Gemeinden 1834 bis 1967. Wiesbaden: Hessisches Statistisches Landesamt, 1968. Weitere Quellen: ; 2010,2012,2015: |                                            |                                            |                                            |                                            |

### Religion
Historische Religionszugehörigkeit
| • 1885: | 8 evangelische (= 2,19 %), 358 katholische (= 97,81 %) Einwohner |
| • 1961: | 7 evangelische (= 4,46 %), 791 katholische (= 95,30 %) Einwohner |

Katholische Kirche
Bereits mit der Ersterwähnung im Jahre 1160 gehörte es zum Kloster Fulda und im Jahre 1787 zur Fürstabtei Fulda im Centoberamt Fulda und war der Propstei Johannesberg zugeordnet.
1510 zählte Harmerz, zur Pfarrei St. Johannes  wie auch die Orte Ziegel, Zirkenbach, Zell und Istergiesel. Heute zählt es zum Bistum Fulda.

## Politik

### Liste der Bürgermeister von Harmerz
- 1860 bis 1870 Johann Müller (1824–1908)
- 1880 bis 1896 Theodor Schütz (1836–1913)
- 1896 bis 1919 Damian Müller (1852–1933)
- 1919 bis 1934 Gustav Schütz (1869–1945)
- 1934 bis 1948 Hermann Müller (1887–1973)
- 1948 bis 1964 Josef Vogel (1893–1982)
- 1964 bis 1973 Heribert Ohnesorge (1923–2009)

Quelle: Harnischfeger, Chronik, S. 70; Auth, Hauschroniken.

### Liste der Ortsvorsteher von Harmerz
- 1973 bis 1977 Heribert Ohnesorge
- 1977 bis 1988 Oskar Auth
- 1988 bis 2011 Herbert Klingenberger
- seit 2011 Martin Haseneier

Quelle: Harnischfeger, Chronik, S. 70; Auth, Hauschroniken.

### Wappen
Am 28. September 1967 wurde der Gemeinde Harmerz ein Wappen mit folgender Blasonierung verliehen: In Rot unter einem weißen Schildhaupt mit schwarzem Kreuz ein silberner Topfhelm mit goldenem Steg waagerecht durchbohrt von einem silbernen Schwert mit goldenem Griff.

## Sehenswürdigkeiten
- Restaurierte Fachwerkhäuser im Ortskern
- Eine Lourdes-Grotte
- Harmerzer Muttergottes-Anlage in einem Park am Ortseingang

## Verkehr/ÖPNV
Der Ort Harmerz ist per Stadtbuslinie 7 an den ÖPNV angebunden. Harmerz wird alle 30 bis 60 min angefahren.

## Persönlichkeiten
- Josef Vogel (* 1893 in Harmerz; † 1982), Landwirt und Politiker, Abgeordneter des Hessischen Landtags